# Acide isocyanique
L’acide isocyanique est un acide de formule semi-développée H-N=C=O. C'est le tautomère de l'acide cyanique HOCN. Il est considéré comme un élément important dans la chimie de constitution d'éléments biochimiques jusqu’à l’apparition des premiers systèmes qualifiés de biologiques[réf. nécessaire].

## Particularités
On peut considérer ce composé comme un ancêtre des premiers intervenants dans l'aboutissement, à terme, de cellules vivantes.
Cette molécule à quatre atomes entre dans la liste de molécules détectées dans le milieu interstellaire. On a décelé des traces d'acide isocyanique (HN=C=O) dans la comète Hyakutake en 1996 et la comète Hale-Bopp en 1997.
Il a été démontré que l'acide isocyanique pouvait servir d'agent d'activation des acides aminés.
Cette étude a ainsi montré que l'acide isocyanique et son précurseur l'urée, sont des
agents efficaces d'activation d'acides aminés pour la formation d'oligopeptides (protéine résultant, dans le monde vivant, d'une traduction génétique composé de 10 acides aminés au plus).

## Propriétés physico-chimiques
L'acide isocyanique est le tautomère le plus répandu, car contrairement à l'acide cyanique, il est stable à température ambiante. L'acide se décompose dans l'eau par hydrolyse. Cette réaction est fortement dépendante de la température, du pH et la concentration du composé. Ainsi, en solution légèrement acide, l'acide isocyanique se décompose rapidement en carbonate CO32− et ammonium NH4+, avec parfois la formation d'urée CO(NH2)2.
OCN− + 2 H2O → CO32− + NH4+,
OCN− + NH4+ → CO(NH2)2.

## Utilisation
L'acide n'est pas utilisé sous sa forme protonée, mais comme sels tels l'isocyanate de potassium et l'isocyanate de sodium.